# Härskarinnan i Tikal
Lady of Tikal (Svenska: Härskarinnan i Tikal eller Kvinnan/Damen i Tikal), född 1 september 504, död 527, var regerande drottning av Mayariket Tikal mellan 511 och 527.

## Biografi
Härskarinnan i Tikal var möjligen dotter till sin företrädare, kung Chak Tok Ich'aak II. Hennes personnamn är inte känt och hennes arkeologiska namn är därför Lady of Tikal. 
Hon blev drottning vid sex års ålder 19 april 511. Hon regerade åtminstone i början inte personligen utan hade en regent vid sin sida, en man vid namn Kaloomte' Bahlam. Han hade uppenbarligen en framgångsrik militär karriär bakom sig, eftersom han hyllas för en militär seger han firat år 486. Det är möjligt att han var hennes make. Trots att Lady of Tikal klart och tydligt anges som monark, får hon dock inte titeln Tikals 19:e härskare, en titel som istället tillföll hennes medregent. Hon avled vid 23 års ålder 527. 
Det är okänt vilken relation hon hade till sin efterträdare, Tikals tjugonde monark kung Bird Claw, men det kan noteras att han inte bar Tikals emblem. År 537 besteg Wak Chan K'awiil tronen efter sin återkomst från exilen, och han anges vara son till Chak Tok Ich'aak II och därmed möjligen bror till Lady of Tikal.
Härskarinnan i Tikal finns avbildad på Stela 23, och möjligen Stela 6 och Stela 12, som dock använder ett annat namn. 